# Yasser Rayyan
Yasser Anwar Rayyan (ur. 25 marca 1970w Ad-Dakahlijji) – egipski piłkarz występujący podczas kariery na pozycji pomocnika.

## Kariera klubowa
Karierę piłkarską Yasser Rayyan rozpoczął w klubie El Mansoura SC w 1988. W 1992 przeszedł do stołecznego Al-Ahly.
Z Al-Ahly siedmiokrotnie był mistrzem kraju w sezonie 1993/1994, 1994/1995, 1995/1996, 1996/1997, 1997/1998, 1998/1999 i 1999/2000. Zdobywał też: Puchar Egiptu (1993, 1996, 2001), Ligę Mistrzów (2001), Puchar Zdobywców Pucharów (1993) i Superpuchar Afryki (2002). 
W 2002 odszedł do ENPPI Club, w którym po sezonie 2003/2004 zakończył karierę.

## Kariera reprezentacyjna
W reprezentacji Egiptu Rayyan zadebiutował 8 marca 1990 roku w przegranym 0:2 grupowym meczu Pucharu Narodów Aryki 1990 z Algierią, rozegranym w Algierze. Był to jego jedyny mecz rozegrany w tamtym turnieju. W 1992 uczestniczył w Igrzyskach Olimpijskich w Barcelonie. Na turnieju wystąpił w meczach z Katarem i Hiszpanią. W 1994 roku został powołany do kadry na Puchar Narodów Afryki 1994. Na turnieju w Tunezji wystąpił w trzech meczach grupowych z Gabonem i Nigerią oraz ćwierćfinałowym z Mali.
W 1998 roku został powołany do kadry na Puchar Narodów Afryki 1998, który zakończył się zwycięstwem Egiptu. Na turnieju w Burkina Faso wystąpił w czterech meczach z Mozambikiem, Marokiem, Wybrzeżem Kości Słoniowej i Burkina Faso. W 1999 roku został powołany do kadry na Puchar Konfederacji 1999 w Meksyku, gdzie zagrał w meczu z Arabią Saudyjską. Od 1990 do 1999 roku rozegrał w kadrze narodowej 49 meczów, w których strzelił bramkę.